# 10e bataillon de chasseurs à pied
Le 10e bataillon de chasseurs à pied est une unité militaire dissoute de l'infanterie française.
Initialement bataillon d'active. Devient pendant la guerre froide le bataillon composé de réservistes d'infanterie jusqu'en 1997, de la Division du Rhin puis de la Brigade d'Alsace (Seule véritable Unité de réserve de l'armée de terre, et effectuant régulièrement des exercices dans le cadre de la défense du territoire et des opérations de franchissement du Rhin).

## Création, villes de garnison
- 1840 : création des 1er, 2e, 3e, 4e, 5e, 6e, 7e, 8e, 9e, & 10e bataillon de chasseurs, qui "tient garnison dans la capitale[1]".
- En 1873 : Epinal (Caserne Contades)
- 12 aout 1873 - 1914 : Saint-Dié
- fin 1919 - fevrier 1920 : Remiremont dans les Vosges (campagne de février à juin 1920, Dantzig et Haute-Silésie)
- 1922 - 1939 : Saverne au château des Rohan.
- 1940 : Neuville-sur-Ain
- 1942 : dissolution
- 1946 : Ouezzane
- 1947 : devient le 10e BPCP (10e bataillon parachutiste de chasseurs à pied)
- 1948 - 1950 : Algérie
- 1950 - 1952 : Indochine
- 1952 : dissolution
- 1954 : recréation à Baden-Oos
- 1954 - 1964 : Algérie
- 1964 : dissolution au camp de Souge
- 1973 : recréation à Monswiller (près de Saverne) au centre mobilisateur 172 comme bataillon de réserve dans le cadre de la zone de franchissement du Rhin, de la Division du Rhin (62e D.M.T), puis de la Brigade d'Alsace (seules grandes unités de réserve de l'armée de terre, et effectuant régulièrement des exercices.)
- 1997 : dissolution à Metz

## Devise
« Faire face toujours »

## Insigne
La licorne de la ville de Saverne et la croix de Lorraine des armes de Saint-Dié, dessiné en 1930 par le capitaine Carlier. A l'origine, comme tous les bataillons de chasseurs à pied, il portait le cor de chasse avec son numéro de bataillon.

## Surnom
Le bataillon du drapeau
Depuis la bataille de Solférino en 1859, le 10e BCP avait l'honneur de la garde du Drapeau des chasseurs.

## Refrain
« Dixième bataillon commandant Mac-Mahon
N'a pas peur du canon, nom de nom » !

## Drapeau du régiment
- Comme tous les autres bataillons de chasseurs ou groupes de chasseurs, il ne dispose pas de son propre drapeau. Il n'existe qu'un seul drapeau pour tous les bataillons de chasseurs à pied, et de chasseurs alpins, lequel passe d'un bataillon à un autre durant la campagne 1914-1918. En revanche chaque bataillon possède son propre fanion.

## Chefs de corps

Représentation d'un commandant du 10e bataillon de chasseurs à pied vers 1850.

- 1840 - 1843 : commandant Mac-Mahon, premier chef de corps du 10e BCP (Algérie)
- 1843 - 1844 : commandant Bouat (Algérie)
- 1844 - 1846 : chef de bataillon Antoine-Achille d'Exéa-Doumerc (Algérie)
- 1846 - 1850 : commandant de Labadie d'Aydren (Algérie)
- 6 mai 1850- 1852 : chef de bataillon Pierre François Charles Soubiran Compaigno
- 1852 - 1853 : commandant Cabriol de Pechassant
- 1853 - 1855 : commandant de la Bastide (Crimée)
- 1855 - 1856 : commandant Guiomar
- 1856 - 1859 : commandant Courrech (Solférino)
- 1859 - 1865 : commandant Bressolles (Algérie)
- 1865 - 1870 : commandant Étienne
- 1870 : commandant Schenk (guerre 1870-1871)
- 1870 : commandant Chabert (mort au champ d'honneur, guerre 1870-1871)
- 1870 : commandant Lecer (guerre 1870-1871)
- 1870 - 1872 : commandant Tarillon (guerre 1870-1871)
- 1872 - 1877 : commandant Poncelet
- 1877 - 1883 : commandant Guelot
- 1883 - 1888 : commandant Moinot-Verly
- 1888 - 1892 : commandant Didiot
- 1892 - 1894 : commandant Menestrez
- 1894 - 1898 : commandant Kauffeisen
- 1898 - 1905 : chef de bataillon Léon Georges Marie Olleris (1857-1928)
- 1905 - 1910 : commandant Cottez
- 1910 - 1914 : chef de bataillon Eveno[2] (mort au Champ d'honneur, guerre 1914-1918)
- 1914 : capitaine de Messiessy (guerre 1914-1918)
- 1914 : capitaine de Boishue (guerre 1914-1918)
- 1914 - 1915 : chef de bataillon Roy[3] (guerre 1914-1918)
- 1915 : capitaine Gounant (guerre 1914-1918)
- 1915 : capitaine Delhomme (guerre 1914-1918)
- 1915 - 1916 : chef de bataillon Faury (guerre 1914-1918)
- 1916 : chef de bataillon Randier (citation du Bataillon à l'ordre de l'Armée—guerre 1914-1918)
- 1916 - 1924 : chef de bataillon Nicolas (citation du Bataillon à l'ordre de l'Armée—guerre 1914-1918)
- 1924 - 1926 : commandant Duffet
- 1926 - 1928 : commandant Placiard
- 1928 - 1934 : commandant Lales
- 1934 - 1936 : commandant Villate
- 1936 - 1939 : commandant de Gouvello (guerre 1939-1940)
- 1939 - 1940 : capitaine puis commandant Carlier (citation du bataillon à l'ordre de l'Armée—guerre 1939-1940)
- 1940 - 1941 : commandant Vie
- 1941 - 1942 : commandant Ely
- 1946 : capitaine Proudhon (Maroc)
- 1946 - 1949 : Commandant Ollion (Maroc-Algérie)
- 1949 : Capitaine Buchoud (Algérie)
- 1949 - 1951 : Commandant Michel (citation du bataillon à l'ordre de l'Armée—Algérie et EO)
- 1951 - 1952 : Capitaine Weil (citation du bataillon à l'ordre de l'Armée—Indochine)
- 1952 : Capitaine Chaudrut (citation du bataillon à l'ordre de l'Armée—Indochine)
- 1954 - 1956 : commandant Bullier (Algérie)
- 1956 - 1958 : commandant Roger (Algérie)
- 1958 - 1959 : commandant de Bazelaire de Lesseux (mort au champ d'honneur—Algérie (19 mai 1959, Kef Toufikt, Aurès)[4]
- 1959 - 1960 : commandant Archier (Algérie)
- 1960 - 1961 : commandant Vernet (Algérie)
- 1961 - 1963 : lieutenant-colonel Genesteix (Algérie)
- 1963 - 1964 : commandant Loriaut (Algérie)
- 1964 : commandant de Chatillon (Algérie)
- 1973 - 1974 : commandant Flaba
- 1974 - 1975 : capitaine Violin
- 1975 - 1978 : lieutenant-colonel Storme
- 1978 - 1983 : lieutenant-colonel Chevalier
- 1983 - 1988 : lieutenant-colonel Huckendubler
- 1988 - 1991 : colonel Cabut
- 1991 - 1995 : lieutenant-colonel Buscal
- 1995 - 1997 : lieutenant-colonel Barrois—puis dissolution à METZ

## Historique

### Monarchie de Juillet

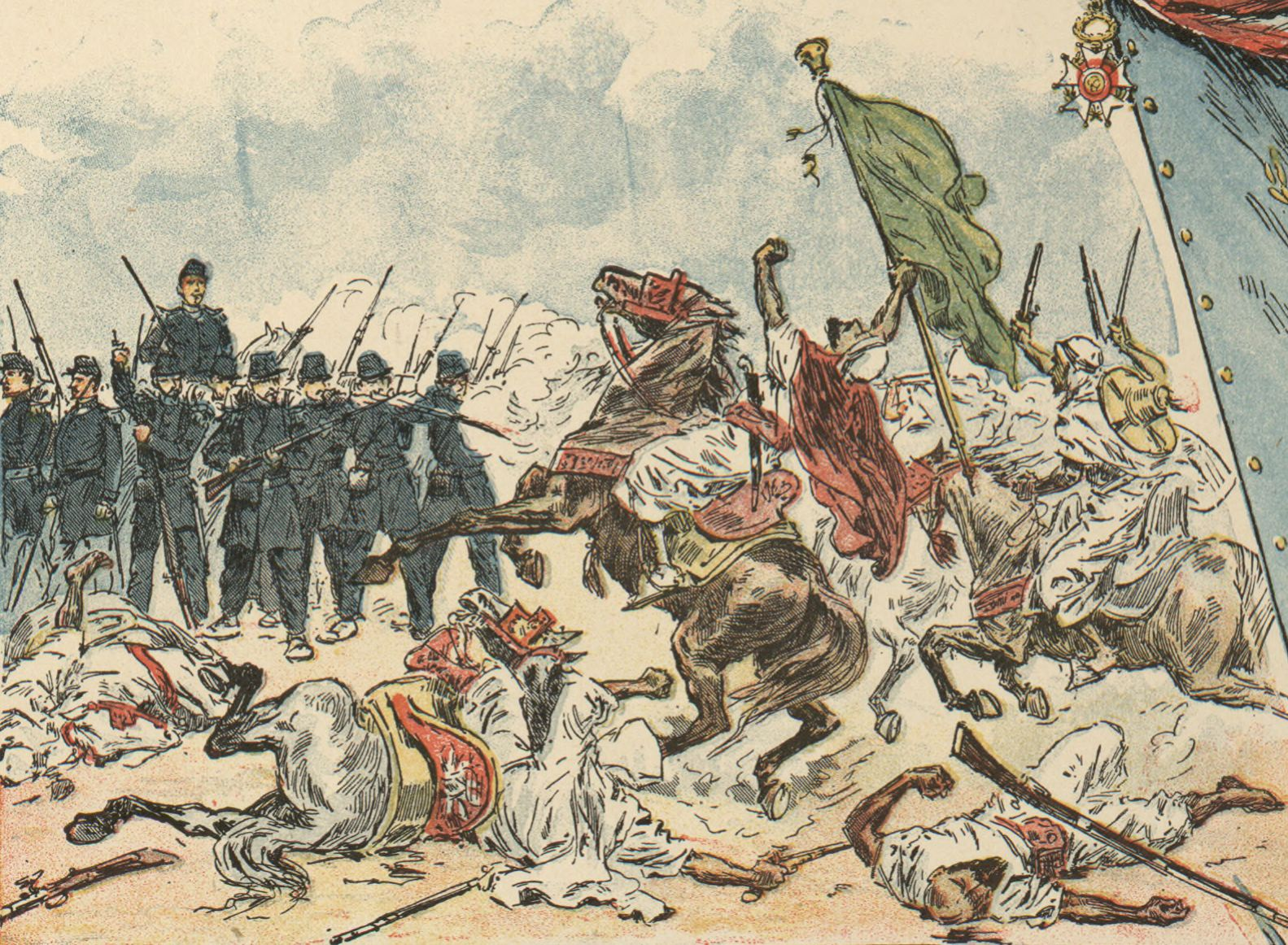
Illustration française du 10e bataillon de chasseurs face aux cavaliers marocains à la bataille d'Isly le 14 août 1844.

Les 10 bataillons de chasseurs prennent le nom de « Chasseurs d'Orléans » à la suite de la mort du duc d'Orléans en 1842.
- 1841 : Expéditions de ravitaillement à Blidah, Médéa et Miliana (avec les 3e et 6e bataillons de chasseurs)
- 1844 : bataille d'Isly
- 1847 : Expéditions de « pacification » coloniale en Kabylie, avec le 3e bataillon de chasseurs à pied

### Second Empire

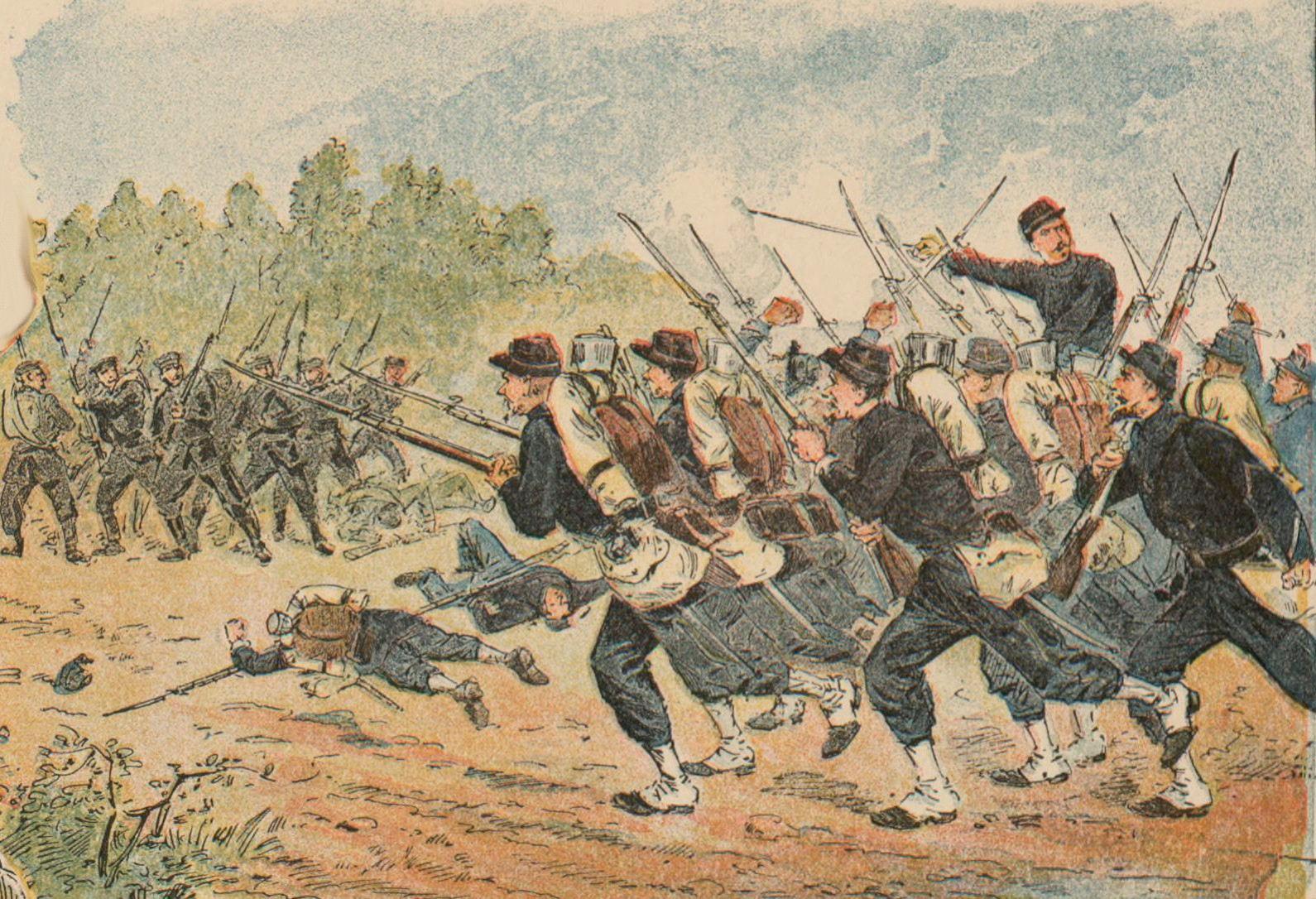
Illustration française du 10e BCP face aux Prussiens au combat de Spicheren le 6 août 1870

En 1850, le régiment est en garnison à Paris et son dépôt est à Vincennes.
- 1854 : guerre de Crimée
- Campagne d'Italie : le 24 juin 1859, bataille de Solférino. Le sergent Garnier s'empare du drapeau du bataillon du 60e régiment de grenadiers autrichiens (Prinz Gustav von Vasa).
- 1864 : Participation à la soumission coloniale de l'Algérie.
- Guerre franco-prussienne de 1870 : le 6 août 1870 : Combat de Spicheren.

### 1871 à 1914
Du 21 au 28 mai 1871, le bataillon participe à la Semaine Sanglante
- 1895 : le capitaine Bonnefoy avec ses chasseurs ont fait des relevés topographique des massifs autour de Saint-Dié. Cette même année, des chasseurs du 10e B.C.P. se sont portés volontaires pour combattre lors de l'Expédition de Madagascar et seront affectés dans le 40e bataillon de chasseurs à pied créé exclusivement pour cette expédition.
- 1913 : le 10e B.C.P. a reçu la garde du drapeau des chasseurs remis par le ministre de la guerre à Lunéville.

### Première Guerre mondiale
Le 10e B.C.P. est composé de Vosgiens pour partie de la vallée de la Meurthe, de Francs-Comtois, de Berrichons et de Lyonnais. Une partie de ses cadres sert à la formation du 50e BCP lors de la mobilisation début août 1914.

#### Grandes unités d'appartenance
- de 1914 à janvier 1917 : 86e brigade d'infanterie, 43e division d'infanterie, 21e Corps d'armée. Au début de la guerre intégré à la 1re armée.
- janvier 1917 - novembre 1918 : 170e D.I.

#### 1914
- août : Vosges, opérations de couverture sur la vallée de la Fave, col de Sainte-Marie-aux-Mines ; offensive sur la vallée de la Bruche, Bourg-Bruche, Saint-Blaise-la-Roche - Vallerysthal, Bataille de Sarrebourg puis retraite par Badonviller, Pexonne, Sainte-Barbe.
- 25 août - 4 septembre : Bataille du col de la Chipotte
- septembre : bataille de la Marne, poursuite vers Bussy-le-Château, Suippes et Souain.
- octobre : engagé dans la Course à la mer ; l'Artois.
- novembre : Poperingue.
- décembre : Artois, secteur de Notre-Dame-de-Lorette.

#### 1915
- mars - mai : repos vers Bruay-en-Artois - bois de Bouvigny.
- mai - juillet : Artois, Aix-Noulette, fond de Buval, Secteur nord de Souchez, bois en Hache, Angres.
- juillet : repos Barlin.
- juillet - août : Artois, Camblain-Châtelain, secteur du Chemin Creux.
- septembre : Artois, secteur d'Angres.
- novembre - décembre : Artois, secteur de Notre-Dame-de-Lorette

#### 1916
- janvier - février : Artois, devant Angres.
- mars - avril : instruction camp de Saint-Riquier, engagé dans la bataille de Verdun au bois de la Caillette, au tunnel de Tavannes, secteur du Fort de Vaux.
- mai - juillet : occupation de la position de la butte du Mesnil, repos Barlin.
- juillet - août : Artois.
- août - septembre : engagé dans la bataille de la Somme, bois de Soyécourt, Deniécourt.
- septembre - octobre : repos.
- octobre - décembre : bataille de la Somme

#### 1917
- janvier - mai : repos secteur Haute-Saône, travaux en Alsace.
- juin - septembre : Chemin des Dames, secteur de Laffaux, la Malmaison.
- octobre - novembre : repos.
- novembre : réserve région de Péronne.
- novembre - décembre : Vosges secteur de la Fontenelle, le Ban-de-Sapt.

#### 1918
- janvier - mars : secteur de secteur de la Fontenelle, le Ban-de-Sapt.
- mai : Senlis, Fontenoy, ouest de Soissons.
- mai - juin : secteur de la Montagne de Paris, Soissonnais, rive nord de l'Aisne.
- juin - octobre : Seconde bataille de la Marne, bataille défensive de Champagne, offensive de Champagne - butte de Souain, Sommepy.
- octobre - novembre : ouest de Reims.
- novembre : repos Prouilly, Prévy.

#### Citations
- à l'ordre de la Xe Armée du 11 octobre 1916, No 8 762
- à l'ordre de la IVe Armée du 4 octobre 1918, No 7 955

#### Pertes du bataillon
Au cours de la Première Guerre mondiale, le 10e BCP déplore la perte de 1 779 officiers, sous-officiers et chasseurs tués (97 sont morts pour la France en Algérie). — campagne inscrite au drapeau des chasseurs.

### Entre-deux-guerres
- 5 février 1920 : départ pour Dantzig, le bataillon est désigné pour intégrer les forces d’occupation aux frontières germano-polonaises. Il s'agit d’une force de maintien de la paix, sous les ordres du général Henrys, sur cette frontière qui est très discutée par les États intéressés, après le traité de Versailles et du fait des tensions que provoque le plébiscite de Haute-Silésie (insurrections). Le bataillon relève le 22e BCA et cantonne dans les casernes de Neufahrwasser et à Dantzig. Parallèlement, une partie des cadres du bataillon est restée au dépôt de Remiremont pour les tâches quotidiennes et pour l'instruction du service aux nouvelles classes.
- À la suite de la proclamation de la Ville libre de Dantzig le 15 novembre 1920, le bataillon part le 29 novembre pour la Haute-Silésie. Le bataillon intègre la 46e division d'infanterie à Katowicz, sous les ordres du général Sauvage de Brantes (pl), à la frontière entre trois pays, l'Allemagne, la Pologne et la Tchécoslovaquie. Le bataillon doit faire face à de nombreux attentats, émeutes et insultes. On notera l'assassinat du chef de bataillon Montalègre, commandant du 27e BCA le 4 juillet 1921.
- Le 9 juillet 1922, la campagne de Haute-Silésie prend fin et le bataillon s'installe au château des Rohan à Saverne. Le bataillon s'occupe des intégrations, libérations et instructions, la vie de garnison en temps de paix. Période ponctuée de séjours en camps d'entraînement, tout particulièrement ceux de Oberhoffen et Bitche.
- En 1927, une compagnie du bataillon est envoyée à Paris au titre des réserves générales dans le cadre du maintien de l'ordre, car la capitale est la proie d'importantes agitations sociales.
- Le 25 mars 1929, le 10e BCP défile aux obsèques du Maréchal Foch à Paris.

### Seconde Guerre mondiale
- mai 1940 : combat de Blaregnies[5] — inscrit au drapeau des chasseurs.

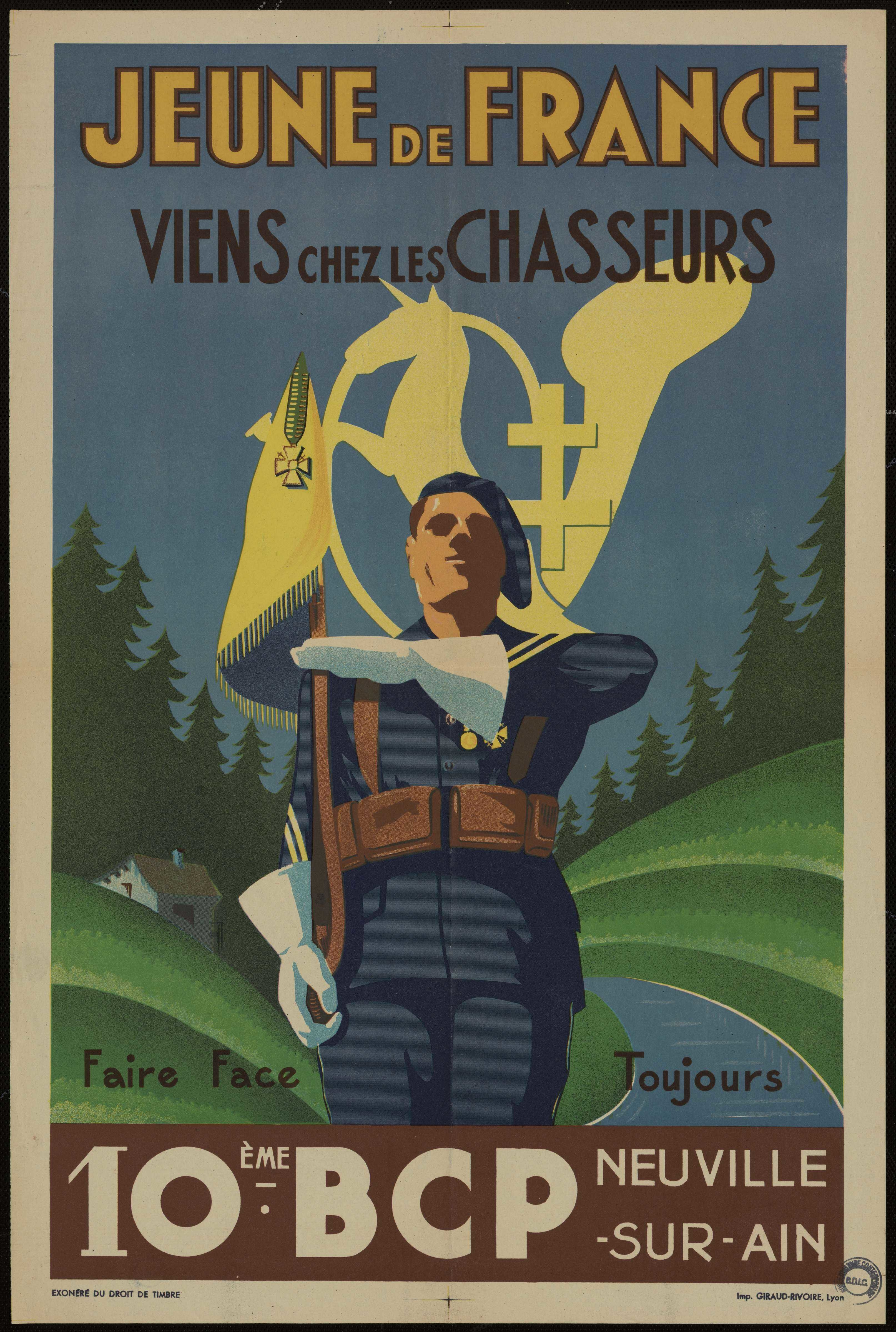
Affiche de recrutement pour le 10e BCP sous Vichy : Jeune de France, viens chez les Chasseurs.

- Le bataillon est recréé fin 1940 à Neuville-sur-Ain dans l'Armée d'Armistice. Il appartient à la 4e demi-brigade de chasseurs à pied de la 7e division militaire. L'Armée d'Armistice est dissoute après l'invasion de la zone libre en novembre 1942.

### La guerre froide

#### Grandes unités d'appartenance
Le bataillon devient unité de réserve en alsace:
- 1973 : 62e division militaire territoriale / Zone de franchissement du Rhin (DMT/ZFR) / Strasbourg
- 198? : division du Rhin / Strasbourg
- 199? : brigade d'Alsace / Strasbourg

Le bataillon est jumelé avec l'E.M.S ( Ecole Militaire de Strasbourg)

## Personnalités ayant servi au10eBCP
- Le commandant Patrice de Mac Mahon, futur maréchal de France et Président de la République.
- Le général Auguste Dubail a servi comme sous-lieutenant lors de la Guerre franco-prussienne 1870.
- L'aspirant Louis Jaurès, fils de Jean Jaurès, a servi lors de la Première Guerre mondiale.
- Le général de brigade Carlier (1895-1988) arrivé comme lieutenant du 15e BCA (Barcelonnette) le 25 décembre 1929 pour plus de 10 ans.
- Le général de brigade Le Chatelier (1914-2010) arrivé comme sous-lieutenant de Saint-Cyr.

### Sources et bibliographie
- « Les Chasseurs à pied », Revue historique de l'armée, Paris, Service historique de la défense,‎ 1966, p. 287-298 (ISSN 0035-3299).
- Labayle (Éric), Herniou (Yvick) et Bonnaud (Michel), Répertoire des corps de troupe de l’armée française pendant la Grande Guerre – tome 2, Chasseurs à pied, alpins et cyclistes, Unités d'active, de réserve et de territoriale, Notices historiques, Éditions Claude Bonnaud, 2007, broché, 24,5 × 16,5 cm, 446 p.  (ISBN 978-2-9519001-2-7).
- Historique du 10e bataillon de chasseurs à pied : Campagne 1914-1918, Remiremont, H. Haut, 1920, 45 p., lire en ligne sur Gallica.
- Jean Le Chatelier, Le 10e BCP de Dantzig au Constantinois par Saverne, Blaregnies, Nghia Lo, Vincennes, Service Historique de l'Armée de Terre, 1990, 144 p., 21 × 30 cm (ISBN 2-86323-061-1, BNF 35095761, lire en ligne).